# Richard Crashaw
Richard Crashaw, född omkring 1613, död 1650, var en engelsk skald, son till en protestantisk präst.
Han blev uppfostrad i Charterhouse School, varifrån han blev sänd till Cambridge. Under inbördeskriget måste han lämna landet; han reste till Paris och därifrån till Rom. I den eviga staden blev han katolik, sekreterare hos kardinal Palotta, genom vars beskydd han blev kanik i Loreto, där han dog.
Hans religiösa diktning utkom under titeln Steps to the temple, sacred poems; the delights of the muses and other poems (1646), den världsliga under titeln Delights of the Muses; han skrev också latinsk vers och efterlämnade vid sin död en del poem, som har blivit tryckta i moderna utgåvor. Den första utgåvan var en samling av hans religiösa dikter, Carmen Deo nostro som utgavs 1756. De bästa av dessa är Turnbulls (1858) och Grosarts (2 band, 1872). En samlad utgåva av hans dikter utgavs 1904 av A. R. Waller.